# Zofia Cierniakowa
Zofia Cierniakowa (z domu Langier) (ur. 14 września 1891 w Jordanowie, zm. 10 marca 1983 w Krakowie) – polska pedagog, działaczka harcerska.

## Życiorys
Po ukończeniu szkoły powszechnej w Jaśle naukę kontynuowała w gimnazjum im. Królowej Jadwigi w Krakowie, od 1911 studiowała na Uniwersytecie Jagiellońskim. We wrześniu 1911 założyła żeński zastęp skautingu, dwa miesiące później grupa ta dołączyła do założonej przez Romę Wodziczko-Dediową Drużyny Żeńskiej im. Klaudyny z Działyńskich Potockiej. Na początku 1912 Roma Wodziczko-Diedowa przekazała prowadzenie zastępu Zofii Langierównie, a ta prowadziła ją do 1913. Od 27 grudnia 1913 do 6 stycznia 1914 uczestniczyła w zorganizowanym w Zakopanem przez Olgę i Andrzeja Małkowskich kursie harcerstwa żeńskiego, po powrocie do Krakowa zaangażowała się w tworzenie pierwszego hufca żeńskiego. Po wybuchu I wojny światowej została Komendantką Miejscową, razem z innymi skautkami szyła odzież, plecaki i czapki maciejówki dla Legionów Polskich. Po napływie rannych podjęła z innymi skautkami służbę pielęgniarską, ciężka praca spowodowała uszczerbek na zdrowiu i Zofia Langierówna została w 1916 skierowana do sanatorium w Rabce. 25 listopada poślubiła sierżanta Legionów Polskich Jędrzeja Cierniaka, po jego odmowie złożenia przysięgi wierności Monarchii Austro-Węgierskiej w 1917 oboje opuścili Kraków i zamieszkali w Warszawie. Od września 1918 Zofia Cierniakowa uczyła łaciny w Prywatnej Żeńskiej Szkole Jadwigi Kowalczykówny i Jadwigi Jawurkówny, po wybuchu II wojny światowej uczyła na prowadzonych przez tę szkołę tajnych kompletach. Równocześnie od 1927 przez dziesięć lat uczyła łaciny w Prywatnej Żeńskiej Szkole im. Cecylii Plater-Zyberkówny. 2 lutego 1942 rozstrzelano Jędrzeja Cierniaka, a podczas Powstania warszawskiego zginęła tragicznie matka Zofii. Po zakończeniu działań wojennych Zofia Cierniakowi powróciła do Krakowa, gdzie od lutego 1945 uczyła łaciny w liceum Sióstr Urszulanek. Po likwidacji szkoły w 1949 została zaangażowana przez Stanisława Pigonia do opracowywania twórczości Stefana Żeromskiego do wydania jego „Dzieł” zebranych, które ukazały się w latach 1956-1957). Pracowała na potrzeby wydawnictw, jako tłumaczka wierszy, tekstów literackich i religijnych z francuskiego, angielskiego, włoskiego i niemieckiego. Była członkiem Polskiego Towarzystwa Filologicznego, a od 1972 członkiem założycielem krakowskiego Koła Abstynentów im. Andrzeja Małkowskiego.
Spoczywa na cmentarzu wojskowym przy ul. Prandoty.

## Upamiętnienie
- Jej imię nosi 11 Podgórska Drużyna Harcerek "Ignis" im. Zofii Cierniakowej[3].